# Yuhei Marumoto
Yuhei Marumoto (丸本 侑平 Marumoto Yuhei?), född 21 maj 1991 i Fukuoka prefektur, är en japansk fotbollsspelare.
Marumoto började sin karriär 2014 i Fujieda MYFC. Han spelade 23 ligamatcher för klubben.